# Lucilla singleyana
Lucilla singleyana е вид коремоного от семейство Helicodiscidae.

## Разпространение
Видът е разпространен в Северна Америка, Великобритания, Полша, Словакия и Украйна. Внесен е в Нова Зеландия.